# Andreu Fontàs
Andreu Fontàs Prat (Banyoles, 1989. november 14. –) spanyol hátvéd, a Sporting Kansas City csapatának játékosa.

## Pályafutása
2009. augusztus 31-én debütált az FC Barcelona felnőttcsapatában, Gerard Piqué helyére állt be az utolsó hat percben a Sporting Gijón elleni bajnoki mérkőzésen. A meccset a Barcelona 3-0-ra nyerte meg.
A 2009-10-es szezonban Fontást a tréner, Pep Guardiola benevezte a csapat keretébe spanyol Szuperkupában az Athletic Club ellen, illetve az UEFA-szuperkupában a Sahtar Doneck ellen, ám a két mérkőzésen nem kapott lehetőséget. Ebben a szezonban Fontás leginkább a Barcelona tartalék csapatában szerepelt leginkább védekező középpályásként, azonban a korábbi Barcelona játékos, a csapat trénere, Luis Enrique vette azt észre, hogy a játékos bevethető hátvédként is és ott jobban megállja a helyét.
A felnőttcsapatban jóval később, 2010. november 20-án kapott ismét lehetőséget az Almería ellen, akkor gólpasszt adott, melyet Pedro Rodríguez 50 méterről értékesített. December 7-én debütált a Bajnokok Ligájában a Rubin Kazany ellen, a 2-0-s sikerből 1 góllal és egy gólpasszal vette ki a részét. Ekkor már köztudott volt, hogy a Barcelona továbbjutott az egyenes kieséses szakaszba.
Fontás ezek után meghatározó tagja lett az első számú csapatnak, valamint lehetőséget kapott néhány meccsen, mivel Éric Abidal csapattársáról azt állapították meg, hogy májdaganata van. Az első három mérkőzésen a tréner bal hátvédként alkalmazta, azonban a Deportivo de La Coruña ellen már visszatért az eredeti pozíciójába.
2018. augusztus 8-án 2022-ig írt alá az amerikai Sporting Kansas City csapatához.

## Pályafutásának statisztikái
2011. május 6. szerint
| Klub              | Szezon            | Liga     | Liga | Kupa     | Kupa | Európa   | Európa | Egyéb    | Egyéb | Összesen | Összesen |
| Klub              | Szezon            | Mérkőzés | Gól  | Mérkőzés | Gól  | Mérkőzés | Gól    | Mérkőzés | Gól   | Mérkőzés | Gól      |
| ----------------- | ----------------- | -------- | ---- | -------- | ---- | -------- | ------ | -------- | ----- | -------- | -------- |
| Barcelona B       | 2008-09           | 20       | 0    | –        | –    | –        | –      | –        | –     | 20       | 0        |
| Barcelona B       | 2009–10           | 27       | 1    | –        | –    | –        | –      | –        | –     | 27       | 1        |
| Barcelona B       | 2010–11           | 25       | 1    | –        | –    | –        | –      | –        | –     | 25       | 1        |
| Barcelona B       | Összesen          | 72       | 2    | –        | –    | –        | –      | –        | –     | 72       | 2        |
| Barcelona         | 2009–10           | 1        | 0    | 1        | 0    | 0        | 0      | 0        | 0     | 2        | 0        |
| Barcelona         | 2010–11           | 5        | 0    | 1        | 0    | 1        | 1      | 0        | 0     | 7        | 1        |
| Barcelona         | Összesen          | 6        | 0    | 2        | 0    | 1        | 1      | 0        | 0     | 9        | 1        |
| Karrier összegzés | Karrier összegzés | 78       | 2    | 2        | 0    | 1        | 1      | 0        | 0     | 81       | 3        |

## Sikerei, díjai

### Barcelona
- Spanyol bajnok: 2009–10, 2010–11
- Spanyol szuperkupa: 2009, 2010

### Spanyolország U20
Mediterrán Játékok bajnoka:2009

## Fordítás
- Ez a szócikk részben vagy egészben  az   Andreu Fontàs című angol Wikipédia-szócikk fordításán alapul.  Az eredeti cikk szerkesztőit annak laptörténete sorolja fel. Ez a jelzés csupán a megfogalmazás eredetét és a szerzői jogokat jelzi, nem szolgál a cikkben szereplő információk forrásmegjelöléseként.